# Monument ostașilor căzuți în 1944 și în memoria consătenilor căzuți în 1941-1945 (Susleni)
Monumentul ostașilor căzuți în 1944 și în memoria consătenilor căzuți în 1941-1945 este un monument amplasat în Susleni, raionul Orhei, Republica Moldova. Este un monument istoric de importanță națională inclus în Registrul monumentelor Republicii Moldova ocrotite de stat cu nr. 1231 (raionul Orhei).